# ヤマノススメのディスコグラフィ
ヤマノススメのディスコグラフィでは、テレビアニメ『ヤマノススメ』の関連CDについて記述する。

## シングル

### 第1期

#### スタッカート・デイズ
2013年3月13日に発売されたテレビアニメ第1期のエンディングテーマ。
表題曲のデュエットバージョンのほかソロバージョンもそれぞれ収録されている。
第2期第12話挿入歌として使用されたほか、第2期13話から15話までおよび第4期12話のエンディングにも使用された。
収録曲
1. スタッカート・デイズ [4:25]
歌：あおい（井口裕香）、ひなた（阿澄佳奈）
作詞:稲葉エミ、作曲:Tom-H@ck、編曲:yamazo
テレビアニメ『ヤマノススメ』エンディングテーマ
2. スタッカート・デイズ（あおいバージョン）
歌：あおい（井口裕香）
3. スタッカート・デイズ（ひなたバージョン）
歌：ひなた（阿澄佳奈）
4. スタッカート・デイズ（Instrumental）

### 第2期

#### Tinkling Smile
2014年8月13日に発売された第2期前半のエンディングテーマ。

#### 夏色プレゼント
2014年10月3日に発売された第2期前半のオープニングテーマ。
表題曲のメインキャスト4人バージョンのほか、各キャラクターのソロバージョンもそれぞれ収録されている。
収録曲
1. 夏色プレゼント [3:55]
歌：あおい（井口裕香）、ひなた（阿澄佳奈）、かえで（日笠陽子）、ここな（小倉唯）
作詞:稲葉エミ、作曲・編曲:Tom-H@ck
テレビアニメ『ヤマノススメ セカンドシーズン』オープニングテーマ
2. 夏色プレゼント（あおいバージョン）
歌：あおい（井口裕香）
3. 夏色プレゼント（ひなたバージョン）
歌：ひなた（阿澄佳奈）
4. 夏色プレゼント（かえでバージョン）
歌：かえで（日笠陽子）
5. 夏色プレゼント（ここなバージョン）
歌：ここな（小倉唯）
6. 夏色プレゼント（Instrumental）

#### 毎日コハルビヨリ
2014年12月17日に発売された第2期後半のオープニングテーマ。
表題曲のメインキャストあおいとひなたバージョンのほか、各ソロバージョンもそれぞれ収録されている。
収録曲
1. 毎日コハルビヨリ [4:43]
歌：あおい（井口裕香）、ひなた（阿澄佳奈）
作詞:稲葉エミ、作曲・編曲:Tom-H@ck
テレビアニメ『ヤマノススメ セカンドシーズン』オープニングテーマ
2. 毎日コハルビヨリ（あおいバージョン）
歌：あおい（井口裕香）
3. 毎日コハルビヨリ（ひなたバージョン）
ひなた（阿澄佳奈）
4. 毎日コハルビヨリ（Instrumental）

#### Cocoiro Rainbow
毎日コハルビヨリと2014年12月17日に同時発売された鳴海杏子の3rdシングル。第2期後半のエンディングテーマとして使用された。
カップリング曲はテレビアニメ『てーきゅう ベストセレクション』エンディングテーマ『夕暮アフター』のニューバージョン（”虹の橋 ver.”）である。
収録曲
1. Cocoiro Rainbow [3:53] 
作詞:稲葉エミ、作曲:奥井康介、編曲:百石元
テレビアニメ『ヤマノススメ セカンドシーズン』エンディングテーマ
2. 夕暮アフター（ニューバージョン） [4:27]
作詞・作曲・編曲:やしきん
3. Cocoiro Rainbow （Instrumental）
4. 夕暮アフター（Instrumental）

### おもいでプレゼント

#### おもいでクリエイターズ
2017年10月28日に発売されたOVAのエンディングテーマ。
表題曲のメインキャストあおいとひなたバージョンのほか、各ソロバージョンもそれぞれ収録されている。
今作よりレーベルがスマイラルレコードに変更された。
収録曲
1. おもいでクリエイターズ [3:40]
歌：あおい（井口裕香）、ひなた（阿澄佳奈）
作詞:稲葉エミ、作曲:Tom-H@ck・うたたね歌菜、編曲:うたたね歌菜
OVA『ヤマノススメ おもいでプレゼント』エンディングテーマ
2. おもいでクリエイターズ（あおいバージョン）
歌：あおい（井口裕香）
3. おもいでクリエイターズ（ひなたバージョン）
ひなた（阿澄佳奈）
4. おもいでクリエイターズ（Instrumental）

### 第3期

#### 地平線ストライド
2018年7月27日に発売された第3期のオープニングテーマ。
表題曲のメインキャスト4人バージョンのほか、各キャラクターのソロバージョンもそれぞれ収録されている。
収録曲
1. 地平線ストライド [3:41]
歌：あおい（井口裕香）、ひなた（阿澄佳奈）、かえで（日笠陽子）、ここな（小倉唯）
作詞:稲葉エミ、作曲:Tom-H@ck、編曲:うたたね歌菜
テレビアニメ『ヤマノススメ サードシーズン』オープニングテーマ
2. 地平線ストライド（あおいバージョン）
歌：あおい（井口裕香）
3. 地平線ストライド（ひなたバージョン）
歌：ひなた（阿澄佳奈）
4. 地平線ストライド（かえでバージョン）
歌：かえで（日笠陽子）
5. 地平線ストライド（ここなバージョン）
歌：ここな（小倉唯）
6. 地平線ストライド（Instrumental）

#### 色違いの翼
地平線ストライドと同時発売された第3期のエンディングテーマ。
表題曲のメインキャストあおいとひなたバージョンのほか、各ソロバージョンもそれぞれ収録されている。
収録曲
1. 色違いの翼 [4:12]
歌：あおい（井口裕香）、ひなた（阿澄佳奈）
作詞:稲葉エミ、作曲:杉下トキヤ、編曲:KanadeYUK
テレビアニメ『ヤマノススメ サードシーズン』オープニングテーマ
2. 色違いの翼（あおいバージョン）
歌：あおい（井口裕香）
3. 色違いの翼（ひなたバージョン）
歌：ひなた（阿澄佳奈）
4. おもいでクリエイターズ（Instrumental）

### 第4期

#### 想いのち晴れ/扉を開けてベルを鳴らそう
第4期の主題歌などを収録した両A面シングルで、2022年10月12日にキングレコードから発売された。表題曲の「想いのち晴れ」は第4期オープニングテーマ、「扉を開けてベルを鳴らそう」は第4期エンディングテーマ。第5話ではあおいソロver.、第9話ではひなたソロver.が使用された。カップリング曲の「はなうた*ステップ」は、ゲーム『ヤマノススメ Next Summit 〜あの山に、もう一度〜』のオープニングテーマとして使用されている。
収録曲
1. 想いのち晴れ [3:11]
歌：あおい（井口裕香）、ひなた（阿澄佳奈）
作詞・作曲・編曲:瀬名航
テレビアニメ『ヤマノススメ Next Summit』オープニングテーマ
2. 扉を開けてベルを鳴らそう [3:58]
歌：あおい（井口裕香）、ひなた（阿澄佳奈）
作詞・作曲・編曲:塚田耕平
テレビアニメ『ヤマノススメ Next Summit』エンディングテーマ
3. はなうた*ステップ [4:03][注 1]
歌：あおい（井口裕香）、ひなた（阿澄佳奈）
作詞:稲葉エミ 、作曲・編曲:yamazo
ゲーム『ヤマノススメ Next Summit 〜あの山に、もう一度〜』オープニングテーマ
4. 想いのち晴れ（あおいバージョン）
歌：あおい（井口裕香）
5. 想いのち晴れ（ひなたバージョン）
歌：ひなた（阿澄佳奈）
6. 扉を開けてベルを鳴らそう（あおいバージョン）
歌：あおい（井口裕香）
7. 扉を開けてベルを鳴らそう（ひなたバージョン）
歌：ひなた（阿澄佳奈）
8. 想いのち晴れ（Other Mix A）
歌：あおい（井口裕香）、ひなた（阿澄佳奈）
9. 想いのち晴れ（Other Mix B）
歌：あおい（井口裕香）、ひなた（阿澄佳奈）
10. 想いのち晴れ（off vocal ver.）
11. 扉を開けてベルを鳴らそう（off vocal ver.）
12. はなうた*ステップ（off vocal ver.）

## アルバム

### サウンドトラック

#### 第1弾
2018年7月18日に発売された、サウンドトラック第1弾。第1期、第2期、OVAのオリジナルBGMを収録している。
収録曲
| 収録内容は第2期Blu-ray・DVD第3巻特典「オリジナル・サウンドトラックVol.1」と同じ。 |                                      |           |           |           |       |      |
| #                                                                                 | タイトル                             | 作詞      | 作曲      | 編曲      |       | 時間 |
| 1.                                                                                | 「メインテーマ・山に登るということ」 |           | yamazo    | 井内啓二  |       | 3:38 |
| 2.                                                                                | 「あおいのテーマ」                   |           | yamazo    | yamazo    |       | 0:45 |
| 3.                                                                                | 「真夏の飯能」                       |           | yamazo    | yamazo    |       | 1:33 |
| 4.                                                                                | 「ひなたと二人で」                   |           | yamazo    | yamazo    |       | 0:59 |
| 5.                                                                                | 「あおい・じたばた」                 |           | yamazo    | yamazo    |       | 1:03 |
| 6.                                                                                | 「自堕落な夏休み」                   |           | Tom-H@ck  | Tom-H@ck  |       | 1:51 |
| 7.                                                                                | 「あどれなりん・はい」               |           | yamazo    | yamazo    |       | 1:43 |
| 8.                                                                                | 「不思議な体験」                     |           | yamazo    | yamazo    |       | 1:55 |
| 9.                                                                                | 「十代の心」                         |           | Tom-H@ck  | Tom-H@ck  |       | 1:57 |
| 10.                                                                               | 「てへぺろ」                         |           | yamazo    | yamazo    |       | 0:41 |
| 11.                                                                               | 「ゆるふわ・ここな」                 |           | Tom-H@ck  | Tom-H@ck  |       | 1:50 |
| 12.                                                                               | 「サスペンスかな?」                  |           | yamazo    | yamazo    |       | 0:41 |
| 13.                                                                               | 「作戦会議」                         |           | yamazo    | yamazo    |       | 0:55 |
| 14.                                                                               | 「岳人の歌」                         |           |           | Tom-H@ck  |       | 1:44 |
| 15.                                                                               | 「高いの怖いの」                     |           | yamazo    | yamazo    |       | 0:43 |
| 16.                                                                               | 「パンツ、見たな?」                  |           | yamazo    | yamazo    |       | 1:38 |
| 17.                                                                               | 「ひたすら坂道」                     |           | Tom-H@ck  | Tom-H@ck  |       | 1:31 |
| 18.                                                                               | 「明日も山がある」                   |           | yamazo    | yamazo    |       | 1:35 |
| 19.                                                                               | 「あの山を目指すんだ」               |           | yamazo    | 井内啓二  |       | 1:41 |
| 20.                                                                               | 「そして、次の景色へ」               |           | Tom-H@ck  | Tom-H@ck  |       | 2:23 |
| 21.                                                                               | 「メインテーマ・ぬくもり」           |           | yamazo    | yamazo    |       | 0:58 |
| 22.                                                                               | 「ひつじが一匹」                     |           | yamazo    | yamazo    |       | 1:30 |
| 23.                                                                               | 「人に頼るということ」               |           | yamazo    | 井内啓二  |       | 1:58 |
| 24.                                                                               | 「またひとり、友達ができました」     |           | yamazo    | yamazo    |       | 1:08 |
| 25.                                                                               | 「口笛吹いて行こう」                 |           | Tom-H@ck  | Tom-H@ck  |       | 2:00 |
| 26.                                                                               | 「お母さんのダウンジャケット」       |           | yamazo    | yamazo    |       | 1:42 |
| 27.                                                                               | 「メインテーマ・思い出の山」         |           | yamazo    | yamazo    |       | 2:09 |
| 28.                                                                               | 「明日天気になあれ」                 |           | yamazo    | yamazo    |       | 1:07 |
| 29.                                                                               | 「サブタイトル1」                    |           | yamazo    | yamazo    |       | 0:07 |
| 合計時間:                                                                         | 合計時間:                            | 合計時間: | 合計時間: | 合計時間: | 43:25 |      |

| 収録内容は第2期Blu-ray・DVD第4巻特典「オリジナル・サウンドトラックVol.2」と同じ。 |                                      |           |           |           |       |      |
| #                                                                                 | タイトル                             | 作詞      | 作曲      | 編曲      |       | 時間 |
| 1.                                                                                | 「スタッカート・デイズ（BGM）」      |           | Tom-H@ck  | Tom-H@ck  |       | 3:13 |
| 2.                                                                                | 「かえでのテーマ」                   |           | Tom-H@ck  | Tom-H@ck  |       | 2:16 |
| 3.                                                                                | 「わくわくしながら歩こう」           |           | Tom-H@ck  | Tom-H@ck  |       | 1:50 |
| 4.                                                                                | 「不思議少女・ここな」               |           | yamazo    | yamazo    |       | 1:40 |
| 5.                                                                                | 「山小屋の夜」                       |           | yamazo    | yamazo    |       | 1:43 |
| 6.                                                                                | 「天の川がみたいの」                 |           | Tom-H@ck  | Tom-H@ck  |       | 1:33 |
| 7.                                                                                | 「駆け出す思い」                     |           | yamazo    | yamazo    |       | 2:08 |
| 8.                                                                                | 「アウトドア日和」                   |           | Tom-H@ck  | Tom-H@ck  |       | 1:47 |
| 9.                                                                                | 「雄大な山」                         |           | Tom-H@ck  | Tom-H@ck  |       | 1:55 |
| 10.                                                                               | 「陽炎の立つ白い道」                 |           | Tom-H@ck  | Tom-H@ck  |       | 2:22 |
| 11.                                                                               | 「料理対決」                         |           | yamazo    | yamazo    |       | 1:27 |
| 12.                                                                               | 「素敵な思い出を (かえでのテーマB)」 |           | Tom-H@ck  | Tom-H@ck  |       | 2:26 |
| 13.                                                                               | 「カワノススメ?」                    |           | Tom-H@ck  | Tom-H@ck  |       | 1:35 |
| 14.                                                                               | 「つらくても登るしかない」           |           | yamazo    | yamazo    |       | 1:45 |
| 15.                                                                               | 「雨の日にゆうかを想う」             |           | Tom-H@ck  | Tom-H@ck  |       | 2:44 |
| 16.                                                                               | 「宿題が終わらない」                 |           | Tom-H@ck  | Tom-H@ck  |       | 1:56 |
| 17.                                                                               | 「挫折」                             |           | yamazo    | yamazo    |       | 1:37 |
| 18.                                                                               | 「もう、やだ!」                      |           | yamazo    | yamazo    |       | 1:44 |
| 19.                                                                               | 「めまい」                           |           | yamazo    | yamazo    |       | 1:57 |
| 20.                                                                               | 「泣きそうだよ」                     |           | Tom-H@ck  | Tom-H@ck  |       | 2:04 |
| 21.                                                                               | 「峠を越えれば」                     |           | Tom-H@ck  | Tom-H@ck  |       | 1:55 |
| 22.                                                                               | 「山頂に立つ」                       |           | Tom-H@ck  | Tom-H@ck  |       | 1:43 |
| 23.                                                                               | 「みんなで歩こう」                   |           | yamazo    | yamazo    |       | 0:51 |
| 24.                                                                               | 「メインテーマ・忘れられない思い出」 |           | yamazo    | yamazo    |       | 0:56 |
| 25.                                                                               | 「なんて素晴らしい北岳」             |           | yamazo    | yamazo    |       | 0:24 |
| 26.                                                                               | 「サブタイトル2」                    |           | yamazo    | yamazo    |       | 0:06 |
| 合計時間:                                                                         | 合計時間:                            | 合計時間: | 合計時間: | 合計時間: | 45:37 |      |

| 収録内容はOVA『おもいでプレゼント』Blu-ray劇場先行限定版特典「オリジナルサウンドトラックCD」と同じ。全作曲・編曲: yamazo。 |                                    |           |            |  |      |
| # | タイトル                           | 作詞      | 作曲・編曲 |  | 時間 |
| 1. | 「メインテーマ・めぐりゆく季節に」 |           | yamazo     |  | 1:37 |
| 2. | 「思い出をたどって」               |           | yamazo     |  | 1:39 |
| 3. | 「ここな迷路 〜幻の小路〜」        |           | yamazo     |  | 1:37 |
| 4. | 「迷子の記憶」                     |           | yamazo     |  | 0:30 |
| 5. | 「大好きお母さん」                 |           | yamazo     |  | 0:59 |
| 6. | 「intermission 楓のモノローグ」    |           | yamazo     |  | 0:52 |
| 7. | 「ひなたノスタルジア」             |           | yamazo     |  | 1:23 |
| 合計時間: | 合計時間:                          | 合計時間: | 8:37       |  |      |

#### 第2弾
2022年10月12日、『想いのち晴れ/扉を開けてベルを鳴らそう』と同時発売された、サウンドトラック第2弾。第3期のオリジナルBGMを収録している。劇伴担当のyamazoが所属事務所のF.M.Fに働きかけ、発売にこぎつけた。第1弾サントラCDが絶盤状態で、入手困難な状態の中での待望の発売となる。
| 全作曲: yamazo。 |                                                                    |           |            |            |      |
| #                | タイトル                                                           | 作詞      | 作曲・編曲 |            | 時間 |
| 1.               | 「メインテーマ 〜秋色の情景〜」                                    |           | yamazo     |            | 2:08 |
| 2.               | 「あおいのテーマ 〜Moderato〜」                                    |           | yamazo     |            | 2:24 |
| 3.               | 「この眺めがプレゼントだよ」                                       |           | yamazo     |            | 1:52 |
| 4.               | 「とりとめのない時間」                                             |           | yamazo     |            | 1:02 |
| 5.               | 「スクール・ライフ」                                               |           | yamazo     |            | 2:05 |
| 6.               | 「ロックハート城の一日」                                           |           | yamazo     |            | 1:46 |
| 7.               | 「プリンセスになろう!」                                            |           | yamazo     |            | 2:12 |
| 8.               | 「すれちがう景色」                                                 |           | yamazo     |            | 1:35 |
| 9.               | 「夜のテントで綴る日記」                                           |           | yamazo     |            | 2:20 |
| 10.              | 「山をなめてんじゃないの!?」                                       |           | yamazo     |            | 1:42 |
| 11.              | 「岩場を越えて」                                                   |           | yamazo     |            | 0:52 |
| 12.              | 「モノクロームの登山道」                                           |           | yamazo     |            | 1:25 |
| 13.              | 「目指すは山頂!」                                                  |           | yamazo     |            | 1:24 |
| 14.              | 「天使のはしご 〜駆け出す思い、再び〜」                            |           | yamazo     |            | 1:54 |
| 15.              | 「ともだち (スタッカート・デイズ instrumental)」                   |           | yamazo     |            | 1:59 |
| 16.              | 「yamazo in ヤマノススメ」                                         |           | yamazo     |            | 2:09 |
| 17.              | 「ひなたの、ひ・み・つ」                                           |           | yamazo     |            | 1:25 |
| 18.              | 「サブタイトル sideA」                                             |           | yamazo     |            | 0:09 |
| 19.              | 「サブタイトル sideB」                                             |           | yamazo     |            | 0:10 |
| 20.              | 「スーパー・ユーロビート STAGE AKAGI feat.DK（ボーナストラック）」 |           | yamazo     | 演奏者：DK | 1:19 |
| 合計時間:        | 合計時間:                                                          | 合計時間: | 31:52      |            |      |

### キャラクターソング
2018年8月24日に発売されたキャラクターソング。
収録曲
1. カタツムリまいんど [3:52]
歌：あおい（井口裕香）
作詞:稲葉エミ、作曲・編曲:中山真斗
2. てっぺん目指し隊[注 2] [4:22]
歌：ひなた（阿澄佳奈）
作詞:稲葉エミ、作曲・編曲:yamazo
3. 追い風ホイッスル [4:11]
歌：かえで（日笠陽子）
作詞:稲葉エミ、作曲・編曲:中山真斗
4. 野いちごガーランド [3:57]
歌：ここな（小倉唯）
作詞:稲葉エミ、作曲・編曲:百石元
5. テンダー・ファインダー [4:56]
歌：ほのか（東山奈央）
作詞:稲葉エミ、作曲・編曲:yamazo
6. カタツムリまいんど（Instrumental）
7. てっぺん目指し隊（Instrumental）
8. 追い風ホイッスル（Instrumental）
9. 野いちごガーランド（Instrumental）
10. テンダー・ファインダー（Instrumental）

## ラジオCD
ラジオ番組『ヤマノススメ ラジオノススメ』のラジオCDについて記述する。発売元はラジオ大阪。商品名はラジオ大阪公式サイト掲載の名称に準拠。

### ヤマノススメ ラジオCDノススメ 山セット
2014年8月15日、コミックマーケット86で販売（京まふ2014でも販売）された、ラジオCD（OBC-140801）とリュックサックとLEDライトのセット品。「第0号」と番号を振られたラジオCDには、2014年7月より放送開始した『ヤマノススメ ラジオノススメ』の7月放送分のダイジェストと、同年7月12日に開催された埼玉西武ライオンズとのコラボイベント「アニメヤマノススメデー」で運行された西武鉄道『特急ヤマノススメ号』の車内アナウンスが収録されている。

### ヤマノススメラジオCDノススメ 〜一合目〜
2014年11月12日発売。番組開始の2014年7月から9月までの第1クール分に新規収録「おまけトークコーナー」を加えた2枚組となっている。

### ヤマノススメラジオCDノススメ 〜二合目〜
2014年10月から12月まで放送した「ヤマノススメ ラジオノススメ」の厳選トークとおまけトークを完全に収録したラジオCD二合目が、ラジオ大阪Vステショップ、文化放送A&Gショップ、AnimeJapan2015 ラジオ大阪ブース限定販売で2015年3月18日に発売された。

### ヤマノススメラジオノススメ 〜完全版〜 山頂
2014年7月から同年12月まで放送された「ヤマノススメ ラジオノススメ」の全番組音声と西武鉄道『特急ヤマノススメ号』『特急ヤマノススメ二号』の車内アナウンス、2014年10月29日と同年11月19日に行われた公開録音音声などを完全収録した音声のみのDVDが2015年8月14日に発売された。容量的にCDに収めきれないためDVDで収録されたとのこと。

### ヤマノススメラジオノススメ 〜すてきな山ライフを考察するシリーズ第一弾〜
ヤマノススメラジオノススメがラジオCDシリーズして2015年12月28日に発売された。題して「すてきな山ライフを考察する」。第一弾のテーマは「おいしさと厳しさの間で」。ゲストに石井スポーツのスタッフを招き、山での食事の楽しさ厳しさを井口・阿澄が訊く特別番組を収録している。

### ヤマノススメラジオノススメ 〜すてきな山ライフを考察するシリーズ第二弾〜
番組CD「ヤマノススメラジオノススメ〜素敵な山ライフを考察するシリーズ」の第2弾が2016年8月12日に発売された。今回のテーマは「山の生き様。山と人の間で」。2016年8月11日より祝日となった山の日を記念して放送された特別番組「ヤマノススメラジオノススメ特番」の全編をを収録している。

### ヤマノススメラジオノススメ 〜すてきな山ライフを考察するシリーズ第三弾〜
番組CD「素敵な山ライフを考察するシリーズ」の第3弾が2016年12月29日に発売された。2016年8月11日初めて祝日となった山の日に開催した公開録音の模様を収録。

### ラジオCD「ヤマノススメ ラジオノススメ新作OVA&3期にススメ」
2017年7月22日発売。CDに収録された内容が後日ラジオ大阪にて特別番組として放送された。

### ラジオCD「ヤマノススメラジオノススメ 2017山の日にススメ」
2017年8月11日にAkihabaraゲーマーズ本店での公開録音の模様を収録したCDが同年12月29日発売。同CD収録の「飯ごうのご飯炊き方2017夏」解説音声のダウンロードシリアルコード付きが、コミックマーケット92にて販売した同番組オリジナルグッズの飯盒に封入されていた。

### ヤマノススメラジオノススメ～ラジオレギュラー復活ヘススメ
2018年4月13日にAkihabaraゲーマーズ本店での公開録音の模様を収録したCDが同年6月23日発売。

### ヤマノススメラジオCDノススメ『2018残暑』
2018年9月12日に秋葉原ボークスホビー天国7Fイベントスペースでの公開録音の模様を収録したCDが同年12月29日発売。オリジナル缶バッジが付いた飯能市ふるさと納税限定Verも登場した。

### ラジオCD「〜ラジオCDノススメ 2019〜」
2019年8月20日にAkihabaraゲーマーズ本店での公開録音の模様を収録したDisc-1「〜ラジオCDノススメ 2019 晩夏〜」と、同年9月15日に行われた「ヤマノススメ オータムフェス」の公開録音の模様を収録したDisc-2「〜飯能出張版♪〜」の2枚組CDセットをコミックマーケット97にて発売。